# 威廉街 (雪梨)
威廉街，又譯威林街、偎壬街，是澳洲新南威爾斯州雪梨的一條主要大道，長1.4（0.87英里）。該街道於1834年啟用，並以英皇威廉四世命名。
威廉街西始雪梨商業中心區奚拍園東緣的柏街夾書院街處，向東延伸為四線不分隔車路，在其前方拓寬為雙程分隔車路進入英皇十字隧道，直至喇樹吉打士卑的巴琴路（Barcom Avenue）、和露打街（Waratah Street）、卑士窩打道及新南頭道。大部分街長度都沿烏路毛路及打令靴士兩市區的邊界延伸。
威廉街位於雪梨市地方政府行政區內。

## 圖集

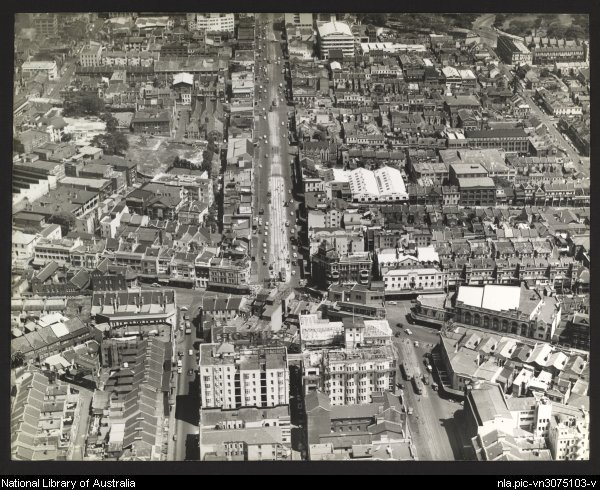
1950年代威廉街鳥瞰圖
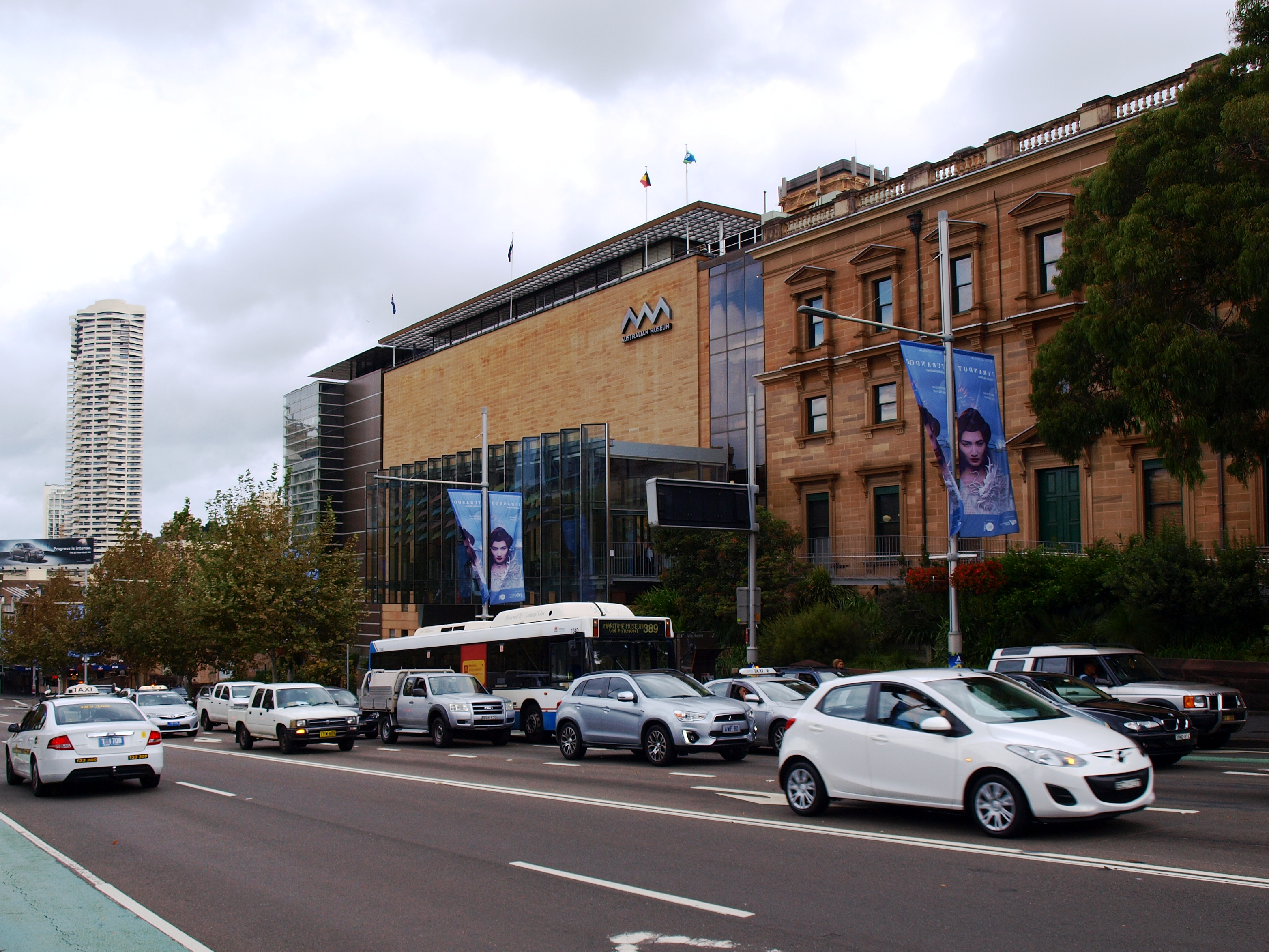
威廉街近澳洲博物館處
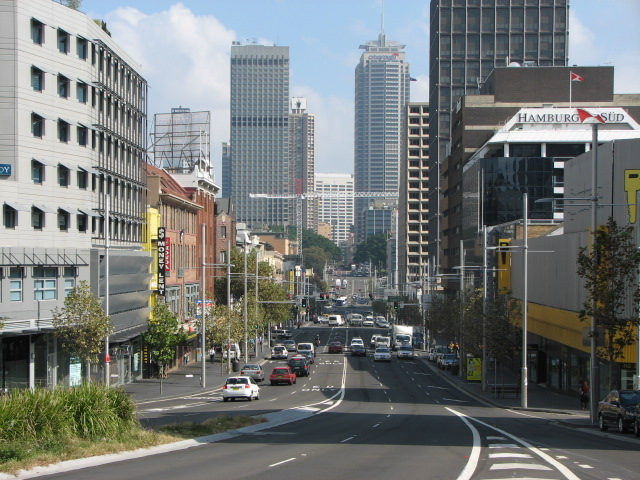
英皇十字望威廉街
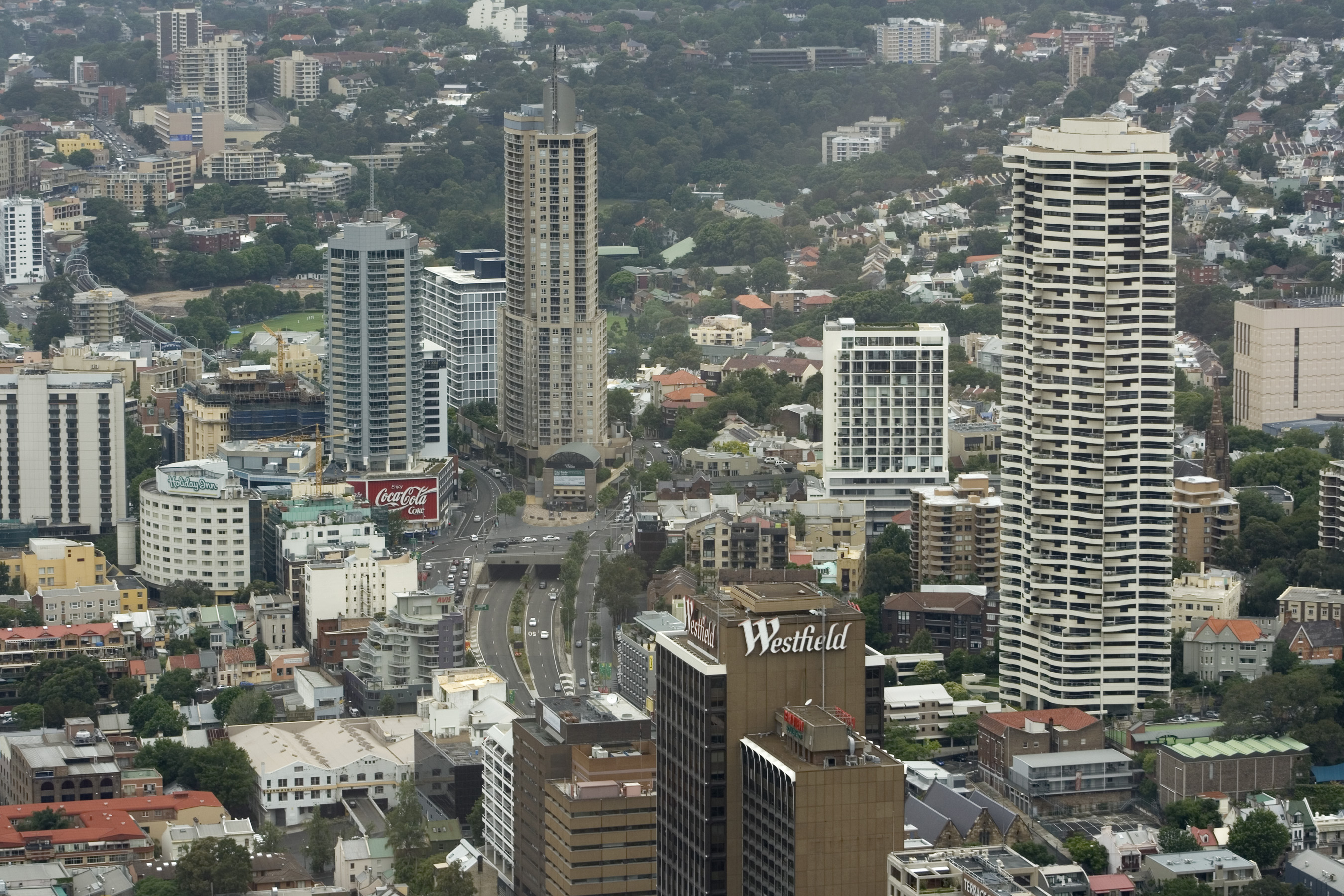
雪梨塔望威廉街以及域多利街、打令靴士道（英语：Darlinghurst Road）及卑士窩打道菱形交匯處

## 延伸閱讀
- Kelly, Max. . Paddington, NSW: Doak Press. 1982. ISBN 0959670254.